# 肥前七浦駅
肥前七浦駅（ひぜんななうらえき）は、佐賀県鹿島市大字音成にある、九州旅客鉄道（JR九州）長崎本線の駅である。

## 歴史
- 1934年（昭和9年）4月16日：鉄道省の駅として開設[2]。
- 1962年（昭和37年）2月15日：貨物取扱廃止[2]。
- 1972年（昭和47年）2月10日：荷物扱い廃止[2][4]。無人駅化[3]。
- 1987年（昭和62年）4月1日：国鉄分割民営化によりJR九州に移管[2]。
- 2022年（令和4年）9月23日：当駅を含め、肥前浜駅 - 長崎駅間が非電化となる。

## 駅構造
相対式ホーム2面2線を有する地上駅。木造駅舎を備える。互いのホームは跨線橋で連絡している。2022年9月22日まで入線していた817系電車に合わせて2両分のホームが嵩上げされている。下り線が直線だが、近隣の駅とは異なり1線スルー構造にはなっておらず、全列車左側通行となっており、かつては上り特急列車も速度制限（60km/h）を受けて通過していた。
無人駅となっている。

### のりば
| のりば | 路線      | 方向 | 行先           |
| ------ | --------- | ---- | -------------- |
| 1      | ■長崎本線 | 下り | 諫早・長崎方面 |
| 2      | ■長崎本線 | 上り | 江北方面       |

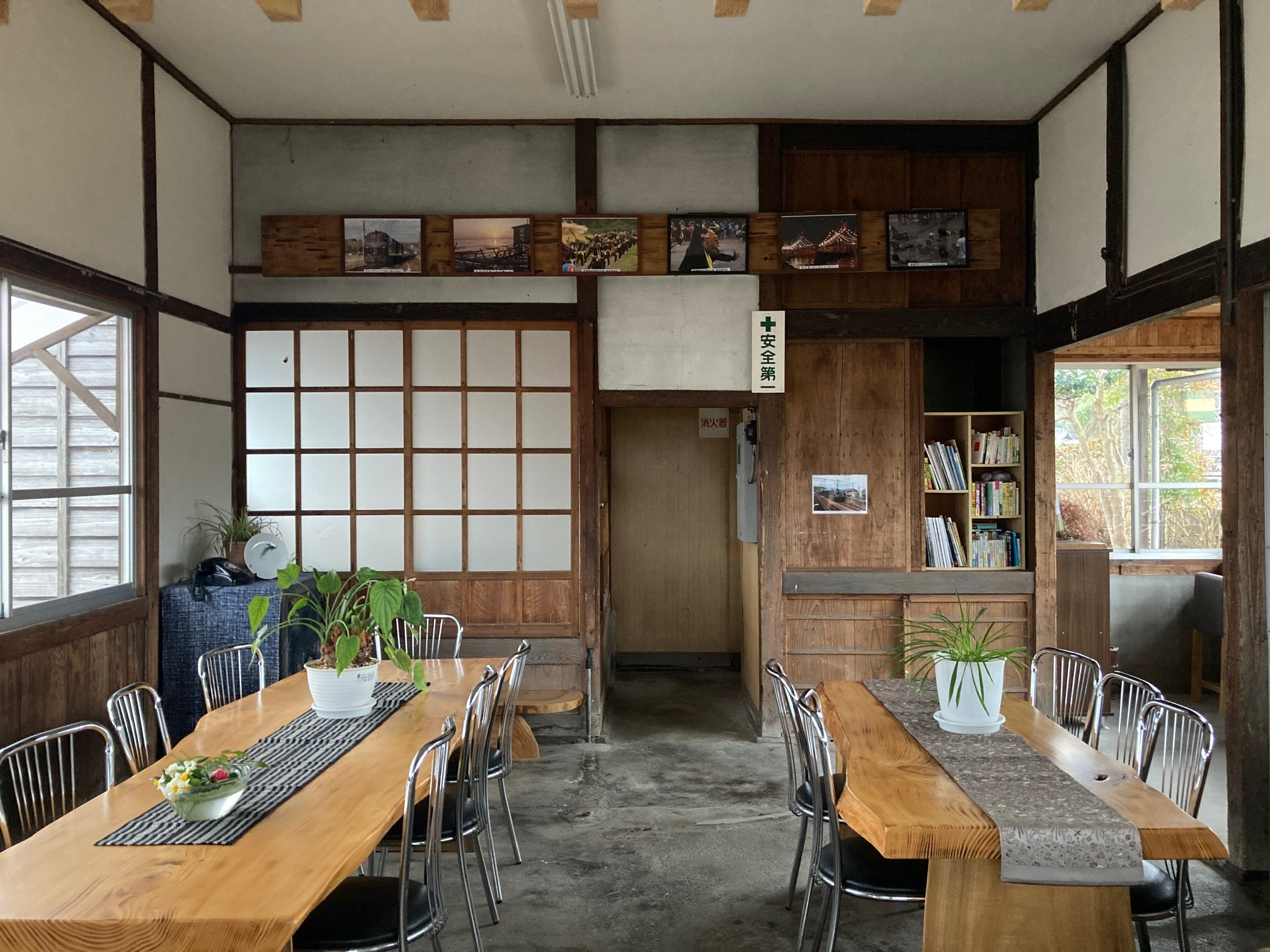
駅舎内の多目的スペース（2021年2月）
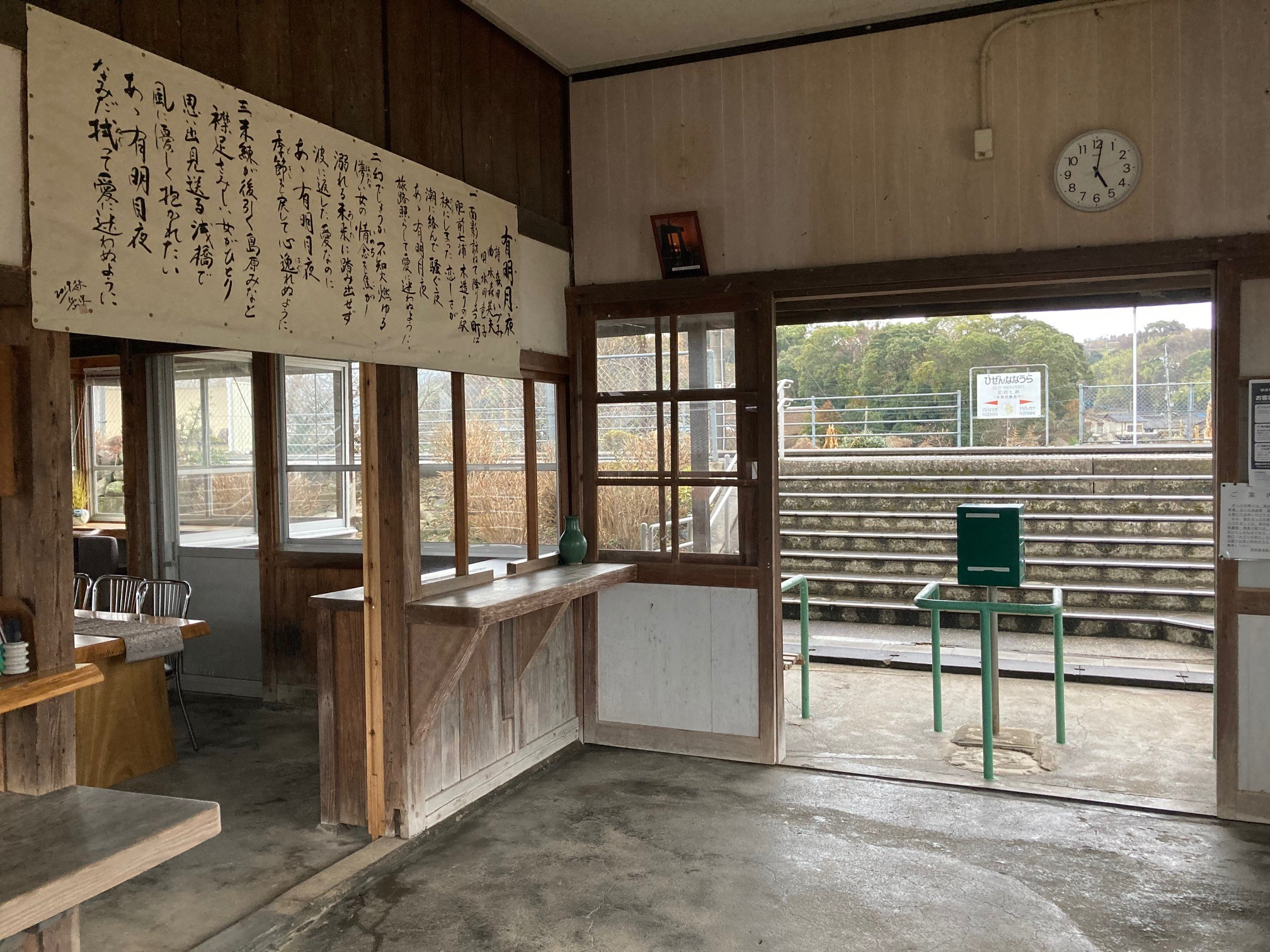
改札口（2021年2月）
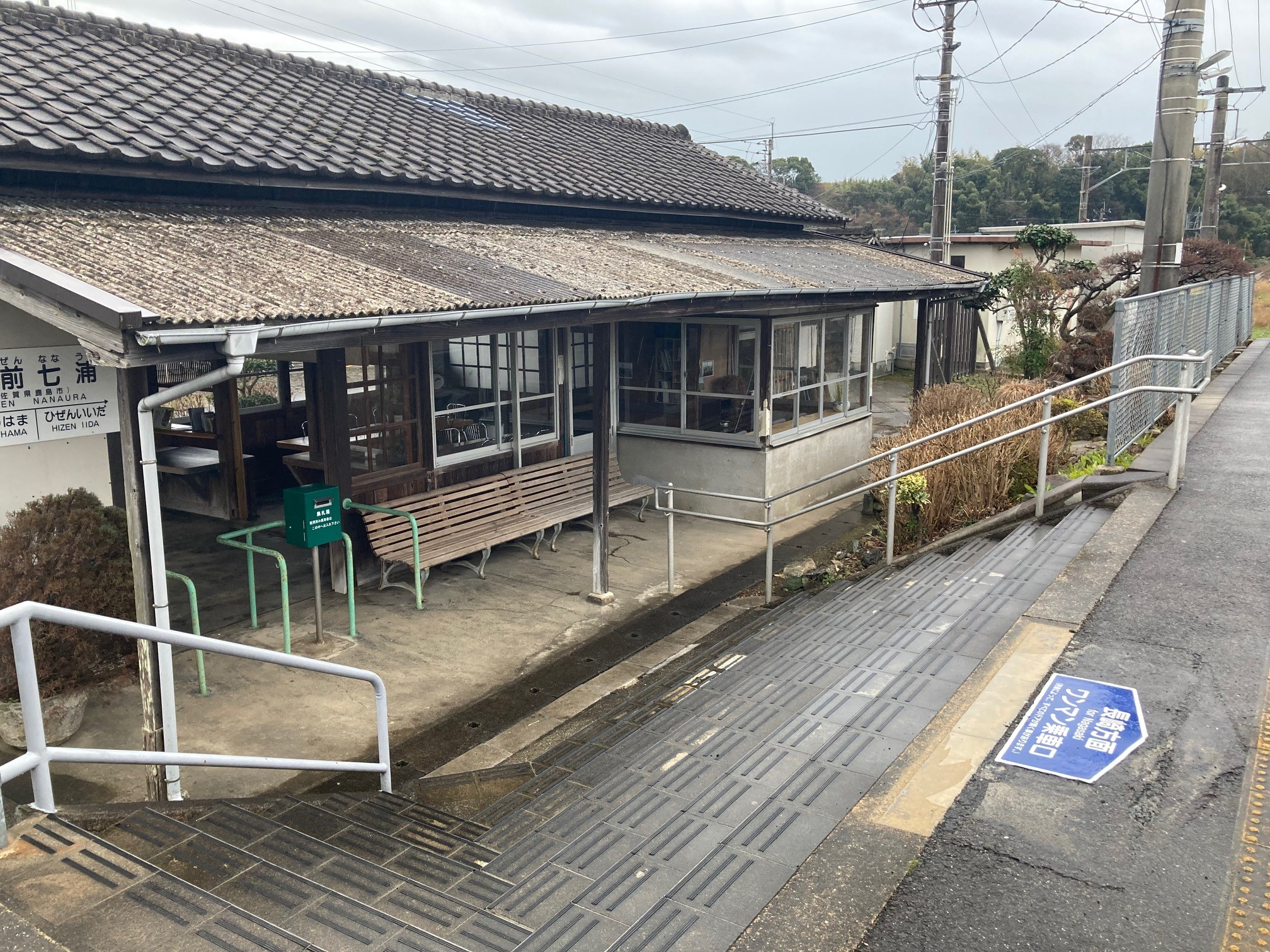
構内から駅舎を見る（2021年2月）
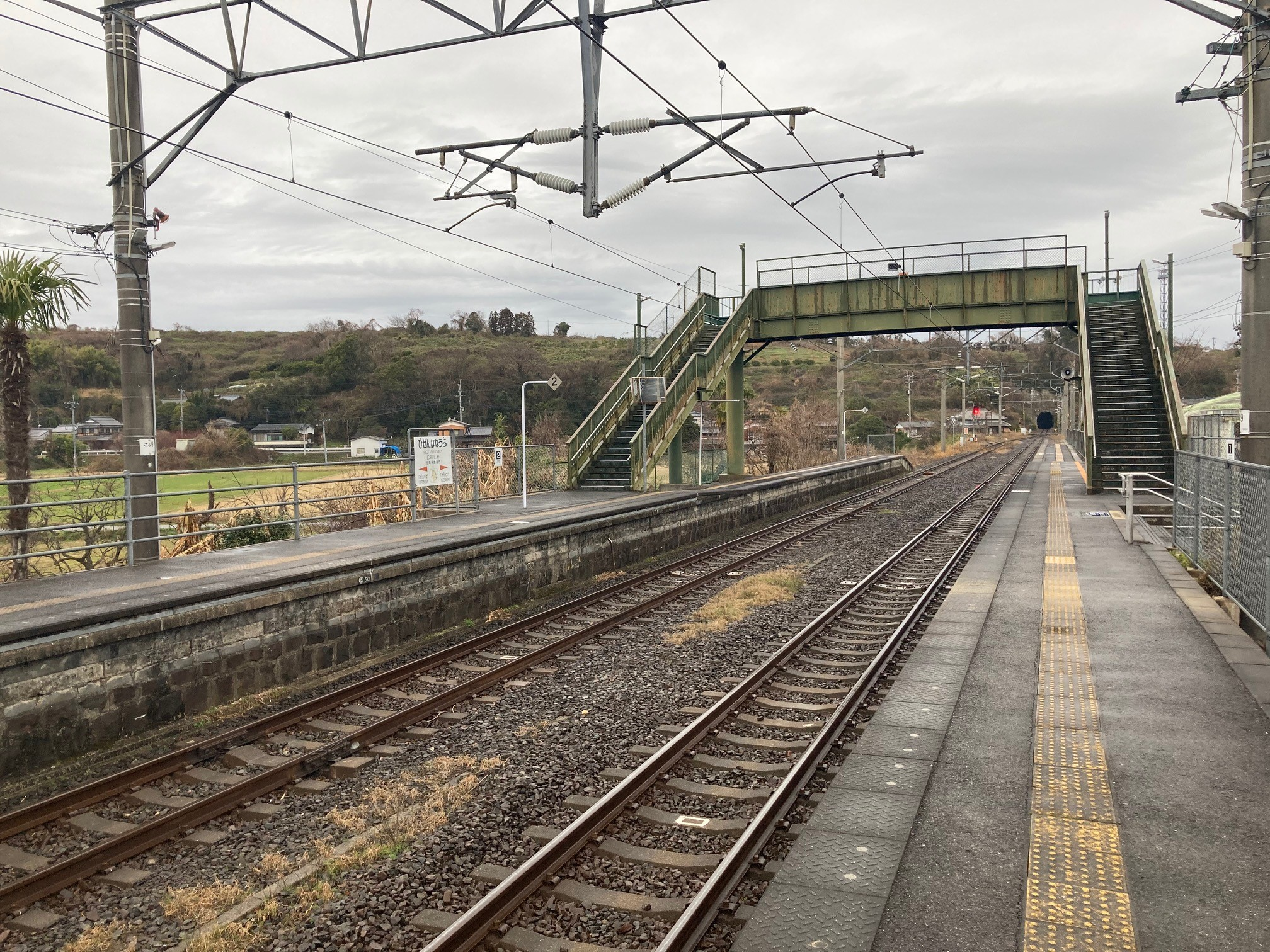
駅構内（2021年2月）

## 利用状況
2016年度の1日平均乗車人員は47人である。
2017年度分から非公表。
| 年度   | 1日平均 乗車人員 |
| ------ | ---------------- |
| 2000年 | 69               |
| 2001年 | 65               |
| 2002年 | 56               |
| 2003年 | 51               |
| 2004年 | 48               |
| 2005年 | 53               |
| 2006年 | 55               |
| 2007年 | 51               |
| 2008年 | 46               |
| 2009年 | 41               |
| 2010年 | 48               |
| 2011年 | 48               |
| 2012年 | 37               |
| 2013年 | 39               |
| 2014年 | 47               |
| 2015年 | 52               |
| 2016年 | 47               |

## 駅周辺
- 国道207号
- 佐賀県道230号肥前七浦停車場線 - 駅出入口と国道207号の間の約150mを結ぶ。
- 道の駅鹿島 - 以前は鹿島ガタリンピックが開催される日に限って、最寄り駅である当駅に特急「かもめ」の一部が臨時停車し、駅員も配置されていた[1]。
- 七浦郵便局
- 祐徳バス「音成」バス停 - 駅東側、国道207号上の県道肥前七浦停車場線との交点付近にある。駅から約200m。鹿島バスセンター - 竹崎港間の運行。

## 隣の駅
九州旅客鉄道（JR九州）
■長崎本線
肥前浜駅 - 肥前七浦駅 - 肥前飯田駅